# Johanna Baumann
Johanna Baumann (* 1934; † 2025) war eine deutsche Schauspielerin.

## Leben
Johanna Baumann studierte von 1960 bis 1963 Schauspiel bei Hanna Umlandt. In der Spielzeit 1961/62 trat sie am Bayerischen Staatsschauspiel als Küchenmagd in Ferdinand Raimunds Zaubermärchen Der Alpenkönig und der Menschenfeind auf. Nach ihrem Studium hatte sie ihr erstes Engagement unter der Intendanz von Eduard Loibner am „Volkstheater im Sonnenhof“ in München, wo sie bis zu dessen Schließung im Jahre 1972 blieb.
In der Spielzeit 1971/72 gastierte sie am Hebbel-Theater in Berlin. Danach kamen Engagements an verschiedenen Münchener Bühnen. Ab der Spielzeit 1973/74 war sie bis Ende der 70er Jahre an der Kleinen Komödie am Max II engagiert.
In der Spielzeit 1979/80 war sie an den Vereinigten Städtischen Bühnen Krefeld-Mönchengladbach verpflichtet. In der Spielzeit 1984/85 trat sie an der Lore-Bronner-Bühne in München auf. Ab der Spielzeit 1986/87 war sie am Münchner Volkstheater verpflichtet. In der Spielzeit 1987/88 war sie am Münchner Volkstheater in Liliom von Franz Molnár zu sehen. In der Spielzeit 1988/89 trat sie in München an der „Kleinen Komödie am Max II“ und am „Theater über dem Landtag“ auf. Sie war auch als Sprecherin am Münchner Marionettentheater tätig.
Baumann übernahm regelmäßig auch Rollen im Bayerischen Fernsehen und wirkte für den Bayerischen Rundfunk in einigen Aufzeichnungen der Fernsehreihe Der Komödienstadel mit. 1972 hatte sie dort die Rolle der Vroni in dem Lustspiel Mattheis bricht’s Eis. 1973 war sie im Komödienstadel in dem Volksstück Die drei Dorfheiligen als Magd Vroni zu sehen.
Sie spielte unter anderem auch in den Fernsehserien Monaco Franze – Der ewige Stenz, Weißblaue Geschichten, München 7, Café Meineid oder in den Krimiserien Derrick und Der Alte. 1998/1999 wirkte sie unter der Regie von Peter Weissflog in dessen Fernsehserie Geschichten aus dem Nachbarhaus mit. 1992 hatte sie die durchgehende Serienhauptrolle der Wirtin Maria Kerschbaumer, die mit ihrem Ehemann eine kleine Gastwirtschaft auf der Hirschbergalm führt, in der bayerischen Familienserie Im Schatten der Gipfel. In der bayerischen Sitcom Spezlwirtschaft spielte sie von 2008 bis 2012 die Rolle der Frau Ratzinger, eine Stammkundin im Getränkemarkt.
Baumann war auch in mehreren Folgen der Krimireihe Tatort zu sehen. Im BR-Tatort: Der oide Depp (2008) spielte sie die Mutter einer ermordeten Edelprostituierten.
Baumann arbeitete auch als Regisseurin. Ab 2000 inszenierte sie für den Theaterverein „Volkstheater BayArt e.V.“ in München-Neuperlach mehrere Stücke, unter anderem Mundartfassungen in bairischer Sprache von Molières Der eingebildete Kranke und von Kleists Der zerbrochne Krug. 2007 inszenierte sie dort die Komödie Figaro lässt sich scheiden von Ödön von Horváth.
Johanna Baumann, die viele Jahre im Münchner Stadtbezirk Neuhausen-Nymphenburg lebte, starb 2025.

## Filmografie (Auswahl)
- 1961: Du holde Kunst – Szenen um Lieder von Franz Schubert (Fernsehfilm)
- 1962: Streichquartett (Fernsehfilm)
- 1962–1963: Funkstreife Isar 12 (Fernsehserie, 2 Folgen)
- 1963: Der alte Feinschmecker (Theateraufzeichnung, Münchner Volkstheater)
- 1969: Ein langes Wochenende (Theateraufzeichnung, Volkstheater im Sonnenhof)
- 1969: Die Lokalbahn (Theateraufzeichnung, Volkstheater im Sonnenhof)
- 1972: Der Komödienstadel – Mattheis bricht’s Eis (Fernsehreihe)
- 1973: Der Komödienstadel – Die drei Dorfheiligen (Fernsehreihe)
- 1977: Derrick (Fernsehserie, Folge: Inkasso)
- 1977: Tatort: Schüsse in der Schonzeit (Fernsehreihe)
- 1978–1988: Der Alte (Fernsehserie, 5 Folgen)
- 1981: Tatort: Im Fadenkreuz (Fernsehreihe)
- 1982–1985: Polizeiinspektion 1 (Fernsehserie, 2 Folgen)
- 1983: Monaco Franze – Der ewige Stenz (Fernsehserie, Folge: Macht's nur so weiter!)
- 1987: Tatort: Gegenspieler (Fernsehreihe)
- 1988: Der Millionenbauer (Fernsehserie, Folge: In Amt und Würden)
- 1988/89: Geschichten aus dem Nachbarhaus[23] (Fernsehspiel)
- 1989: Bumerang-Bumerang
- 1991: Forsthaus Falkenau (Fernsehserie, Folge: Hochzeit)
- 1992: Im Schatten der Gipfel (Fernsehserie, Folge: Treibjagd)
- 1993–1998: Café Meineid (Fernsehserie, 2 Folgen)
- 1996: Alle haben geschwiegen (Fernsehfilm)
- 2004–2006: München 7 (Fernsehserie, 4 Folgen)
- 2005: Tote Hose – Kann nicht, gibt’s nicht (Fernsehfilm)
- 2006: Die Rosenheim-Cops (Fernsehserie, Folge: Die Gattin des Anwalts)
- 2008: Tatort: Der oide Depp (Fernsehreihe)
- 2008–2012: Spezlwirtschaft (Fernsehserie, 9 Folgen)
- 2011: Ausgerechnet Sex! (Fernsehfilm)
- 2011: Familie macht glücklich (Fernsehfilm)
- 2013: Der Bergdoktor (Fernsehserie, Folge: Allein)
- 2014: Lena Fauch: Vergebung oder Rache (Fernsehreihe)
- 2014: München Mord: Die Hölle bin ich (Fernsehreihe)
- 2017: Hubert ohne Staller (Fernsehserie, Folge: Rosenkrieg)
- 2019: Der Alte (Fernsehserie, Folge: Knock-out)